# Министерство почт и телеграфов Ирландии
Министе́рство почт и телегра́фов Ирла́ндии (англ. Department for Posts and Telegraphs, ирл. Aire Puist agus Telegrafa; иногда сокращённо называется P&T) — название почтового ведомства в составе правительства Ирландского свободного государства и Республики Ирландии с 1924 по 1984 год, когда это министерство было расформировано.

## История
Министерство почт и телеграфов Ирландии и должность министра почт и телеграфов были созданы в соответствии с законом Ирландии «О министрах» 1924 года, который реорганизовал систему управления Ирландии. К новому ведомству перешли функции, ранее выполнявшиеся главным почтмейстером, подчинявшимся лорд-лейтенанту (генерал-губернатору) Ирландии.
В разделе (1), часть (ix) закона Ирландии «О министрах» (The Ministers and Secretaries Act, Section (1), Part (ix)), функции министерства определены так:

«Министерство почт и телеграфов, которое охватывает управленческую и хозяйственную деятельность в целом в отношении услуг общего пользования в области почтовой, телеграфной и телефонной связи, а также все права, обязанности и функции, связанные с таковыми, включая, в частности, хозяйственную деятельность, права, обязанности и функции филиалов и должностных лиц общественных служб, указанных в Восьмой части Приложения к настоящему Закону, каковому Министерству назначается руководитель, который называется an t-Aire Puist agus Telegrafa, или на английском языке Minister for Posts and Telegraphs [Министром почт и телеграфов]».
Оригинальный текст (англ.)"The Department of Posts and Telegraphs which shall comprise the administration and business generally of public services in connection with posts, telegraphs, and telephones, and all powers, duties and functions connected with the same, and shall include in particular the business, powers, duties and functions of the branches and officers of the public services specified in the Eighth Part of the Schedule to this Act, and of which Department the head shall be, and shall be styled, an t-Aire Puist agus Telegrafa or (in English) the Minister for Posts and Telegraphs."
Министерство почт и телеграфов отвечало за почтовую и телефонную связь, а также за выпуск почтовых марок Ирландии с 1924 по 1984 год. В свои лучшие времена министерство было одним из крупнейших государственных ведомств в Ирландии. В 1978 году началось реформирование отрасли и министерства с созданием Группы по проверке почт и телеграфов (Posts and Telegraphs Review Group). После представленного ею в 1979 году отчёта был учреждён специальный Временный совет по почте (An Bord Poist) под председательством Фиргала Квинна и Временный совет по телекоммуникациям (An Bord Telecom) под председательством Майкла Смерфита. Эти два совета продолжали работать, пока их не сменили соответственно государственные компании «An Post» и «Telecom Éireann», созданные в 1984 году.
Тогда прекратило своё существование и министерство почт и телеграфов с передачей его прав и обязанностей вновь созданному Министерству связи Ирландии. Это стало одной из самых значительных реорганизаций государственной службы Ирландии в современную эпоху. В результате реорганизации число госслужащих за ночь уменьшилось вдвое ввиду перевода персонала в госкомпании.

## Список министров почт и телеграфов
| Главный почтмейстер (1922—1924)       |                              |                   |                          |                      |
| № п/п                                 | ФИО                          | Занятие должности | Освобождение с должности | Партия               |
| 1.                                    | Джеймс Уолш                  | 1 апреля 1922     | 2 июня 1924              | Cumann na nGaedhael  |
| Министр почт и телеграфов (1924—1984) |                              |                   |                          |                      |
| № п/п                                 | ФИО                          | Занятие должности | Освобождение с должности | Партия               |
|                                       | Джеймс Уолш                  | 2 июня 1924       | 12 октября 1927          | Cumann na nGaedhael  |
| 2.                                    | Эрнест Блайси                | 12 октября 1927   | 9 марта 1932             | Cumann na nGaedhael  |
| 3.                                    | Джозеф Коннолли              | 9 марта 1932      | 8 февраля 1933           | Фианна Файл          |
| 4.                                    | Джеральд Боланд              | 8 февраля 1933    | 11 ноября 1936           | Фианна Файл          |
| 5.                                    | Оскар Трейнор                | 11 ноября 1936    | 8 сентября 1939          | Фианна Файл          |
| 6.                                    | Томас О Дейрг                | 8 сентября 1939   | 27 сентября 1939         | Фианна Файл          |
| 7.                                    | Патрик Литтл                 | 27 сентября 1939  | 18 февраля 1948          | Фианна Файл          |
| 8.                                    | Джеймс Эверетт               | 18 февраля 1948   | 13 июня 1951             | Лейбористская партия |
| 9.                                    | Эрскин Чайлдерс (в 1-й раз)  | 13 июня 1951      | 2 июня 1954              | Фианна Файл          |
| 10.                                   | Майкл Кейес                  | 2 июня 1954       | 20 марта 1957            | Лейбористская партия |
| 11.                                   | Нил Блэни                    | 20 марта 1957     | 4 декабря 1957           | Фианна Файл          |
| 12.                                   | Джон Ормонд                  | 4 декабря 1957    | 23 июня 1959             | Фианна Файл          |
| 13.                                   | Майкл Хиллиард               | 23 июня 1959      | 21 апреля 1965           | Фианна Файл          |
| 14.                                   | Джозеф Бреннан               | 21 апреля 1965    | 10 ноября 1966           | Фианна Файл          |
|                                       | Эрскин Чайлдерс (во 2-й раз) | 10 ноября 1966    | 2 июля 1969              | Фианна Файл          |
| 15.                                   | Патрик Лалор                 | 2 июля 1969       | 9 мая 1970               | Фианна Файл          |
| 16.                                   | Джерри Коллинз               | 9 мая 1970        | 14 марта 1973            | Фианна Файл          |
| 17.                                   | Конор Круз О’Брайен          | 14 марта 1973     | 5 июля 1977              | Лейбористская партия |
| 18.                                   | Патрик Фолкнер               | 5 июля 1977       | 11 декабря 1979          | Фианна Файл          |
| 19.                                   | Альберт Рейнолдс             | 12 декабря 1979   | 30 июня 1981             | Фианна Файл          |
| 20.                                   | Патрик Куни                  | 30 июня 1981      | 9 марта 1982             | Фине Гэл             |
| 21.                                   | Джон Уилсон                  | 9 марта 1982      | 14 декабря 1982          | Фианна Файл          |
| 22.                                   | Джим Митчелл                 | 14 декабря 1982   | 2 января 1984            | Фине Гэл             |